# 达尼埃莱·博内拉
丹尼爾·博內拉（義大利語：Daniele Bonera，1981年5月31日—），意大利前男子足球運動員，司職後衛，出身布雷西亞青訓系統，最後效力西甲球會比利亞雷阿爾。曾效力意甲球會帕爾馬和AC米兰。

## 生平
博内拉之前曾效力過意甲一些中下游球會，如布雷西亞和帕爾馬，亦曾代表過意大利國家青年隊出賽，贏得過2004年歐洲青年錦標賽冠軍，隨後他又隨義大利隊在雅典奧運會上奪得銅牌。他代表過正式國家隊11次，由於國家隊已有尼斯達和簡拿華路等星級球員，他未有參與2006年世界杯任何賽事。
2006年他加盟AC米蘭，由於傷患影響，加盟首季內，聯賽出場次數只稍逾一半。倘單以名義上說，他則是2007年球會取得歐冠杯的成員之一。至2014/15季尾被AC米蘭放棄，同年8月下旬自由轉會至比利亞雷阿爾。

## 獎項
- 歐洲青年錦標賽冠軍：2004
- 雅典奧運會銅牌：2004
- 歐洲聯賽冠軍杯：2007
- 意大利足球甲级联赛冠军：2010-11
- 意大利超级杯冠军：2011